# Aylesham
Aylesham (engelskt uttal: [ˈeɪlʃəm]) är en ort och civil parish i grevskapet Kent i sydöstra England. Orten ligger i distriktet Dover, cirka 10,5 kilometer sydost om Canterbury och cirka 13,5 kilometer nordväst om Dover. Tätorten (built-up area) hade 5 787 invånare vid folkräkningen år 2021.